# Rastreo de proceso (ciencias sociales)
El rastreo de proceso o rastreo de procesos (process tracing) es un método usado para evaluar y desarrollar teorías en los estudios de psicología, ciencia política, otras ciencias sociales, o usabilidad.
En los estudios de rastreo de proceso, múltiples puntos de información son recolectados, en comparación con métodos de entrada-salida simples, donde solamente una medición por tarea está disponible. 
A menudo se usa para complementar los métodos comparativos de estudio de casos. Al rastrear el proceso causal desde la variable independiente de interés hasta la variable dependiente, puede ser posible descartar variables potencialmente intervinientes en casos imperfectamente emparejados. Esto puede crear una base más sólida para atribuir significación causal a las variables independientes restantes. 
Pasos generales de rastreo de procesos en ciencias sociales:
- 1. Extracción de todas las implicaciones observables, particularmente con referencia a los fundamentos de cómo la variable independiente dentro de una teoría de ciencias sociales causa el cambio predicado en la variable dependiente.

- 2. Prueba empírica de estas implicaciones observables, a menudo a través del método de entrevistas de élite, pero también a menudo a través de otras formas rigurosas de análisis de datos.[1]